# Padělky (přírodní památka)
Padělky je přírodní památka severozápadně od obce Strhaře v okrese Brno-venkov. Důvodem ochrany je azonální výskyt xerotermních a kalcifitních druhů, například střevičník pantoflíček (Cypripedium calceolus), okrotice mečolistá (Cephalanthera longifolia).

## Fotogalerie

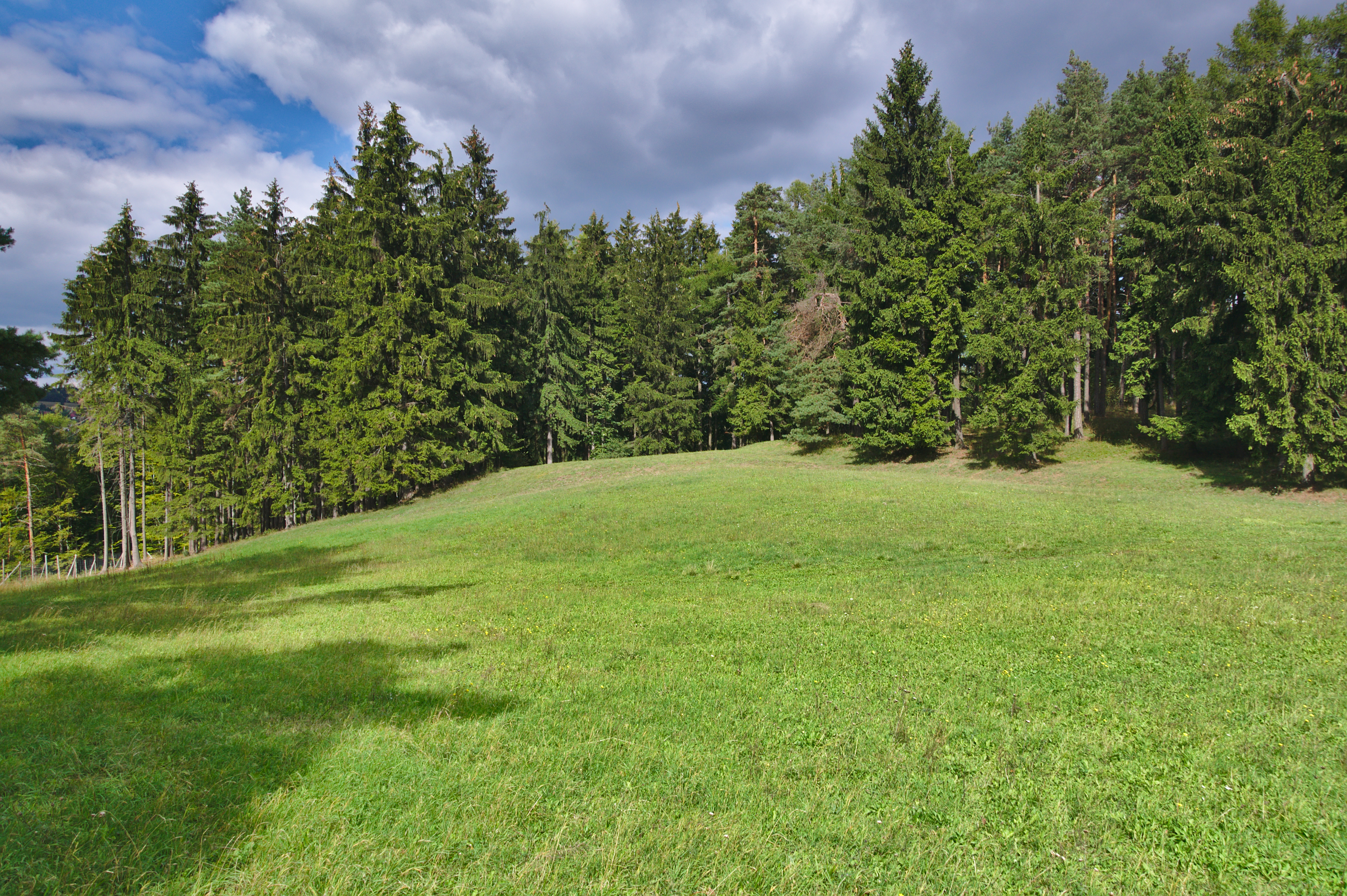
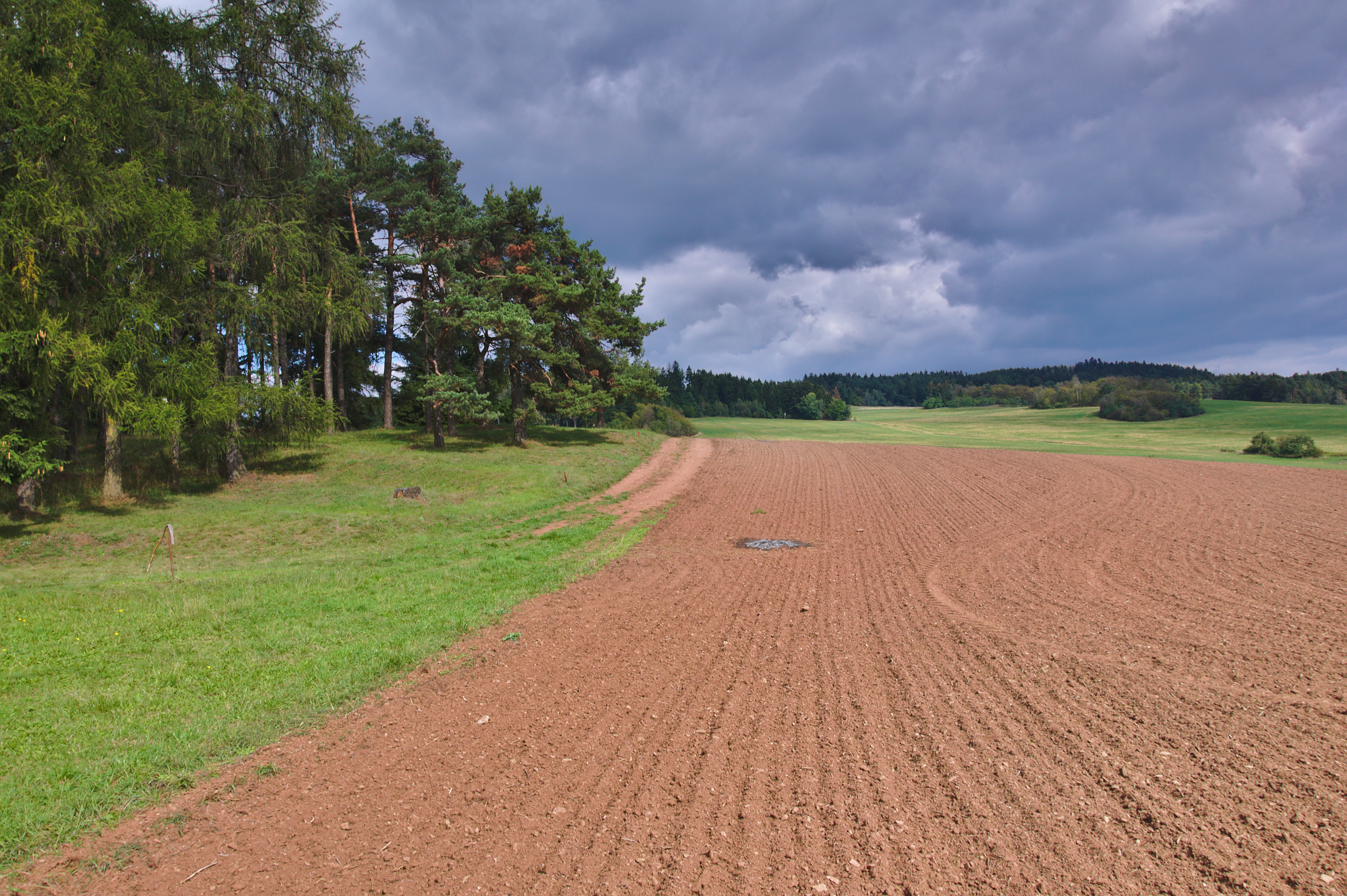
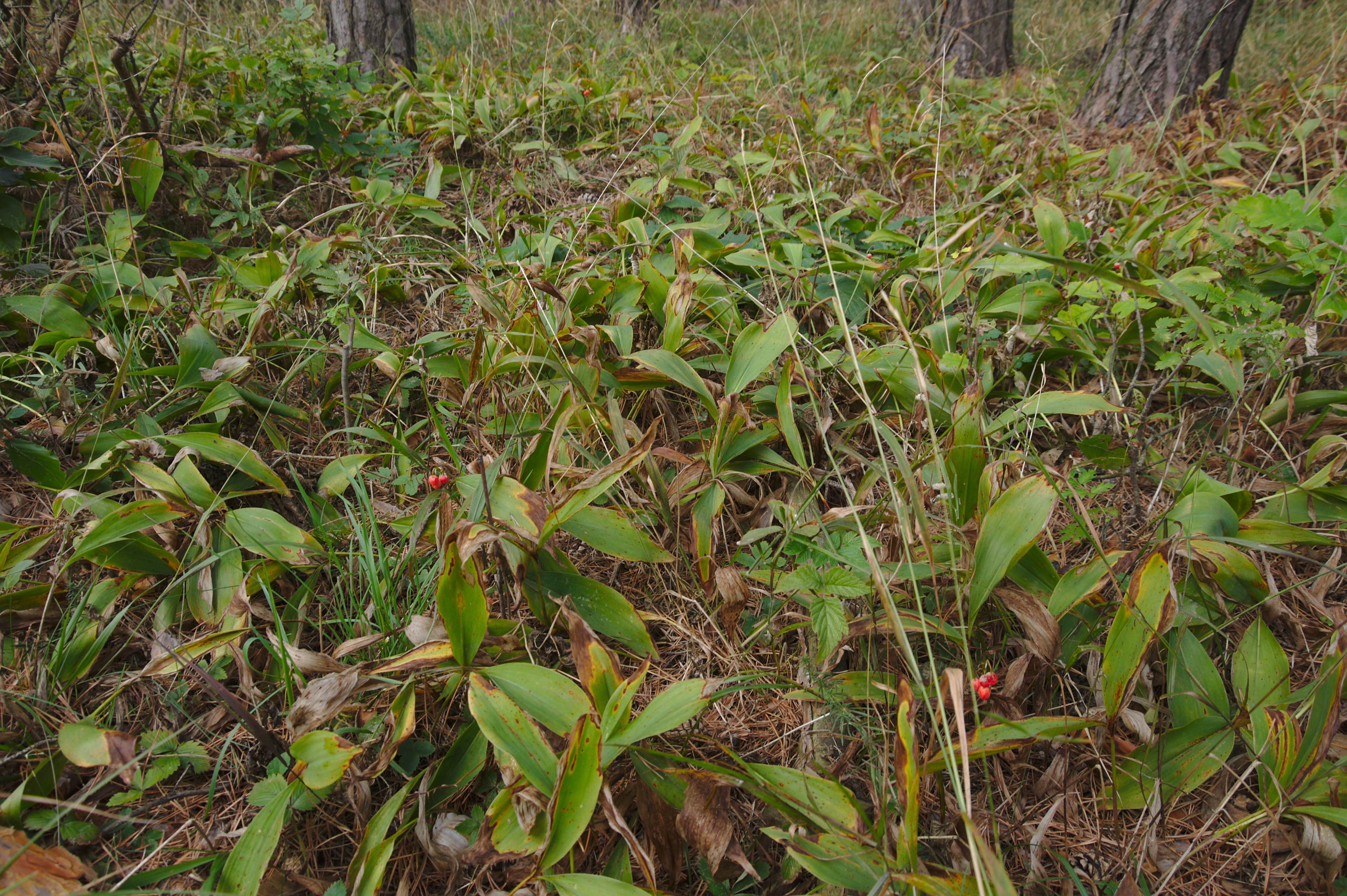
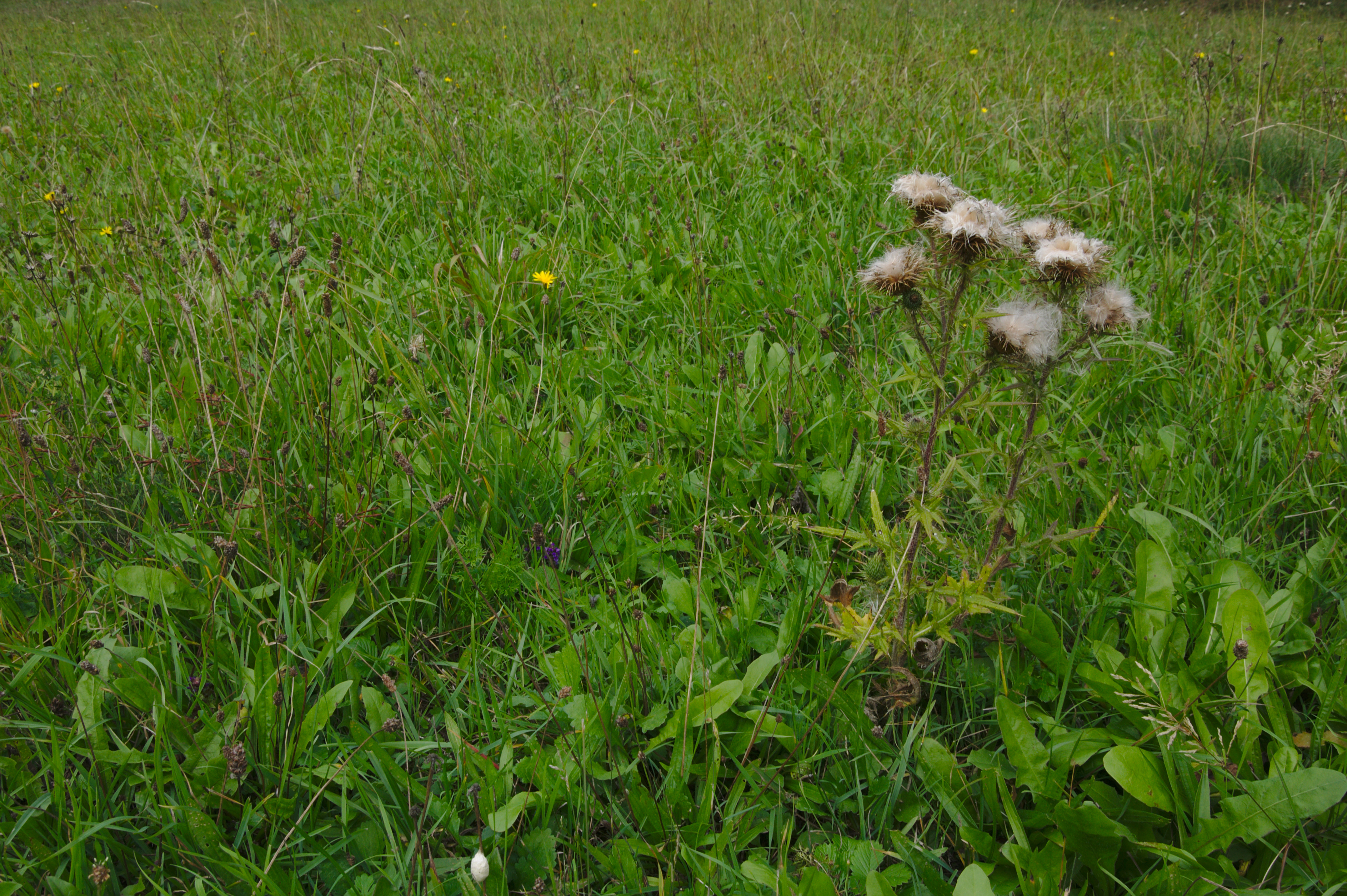
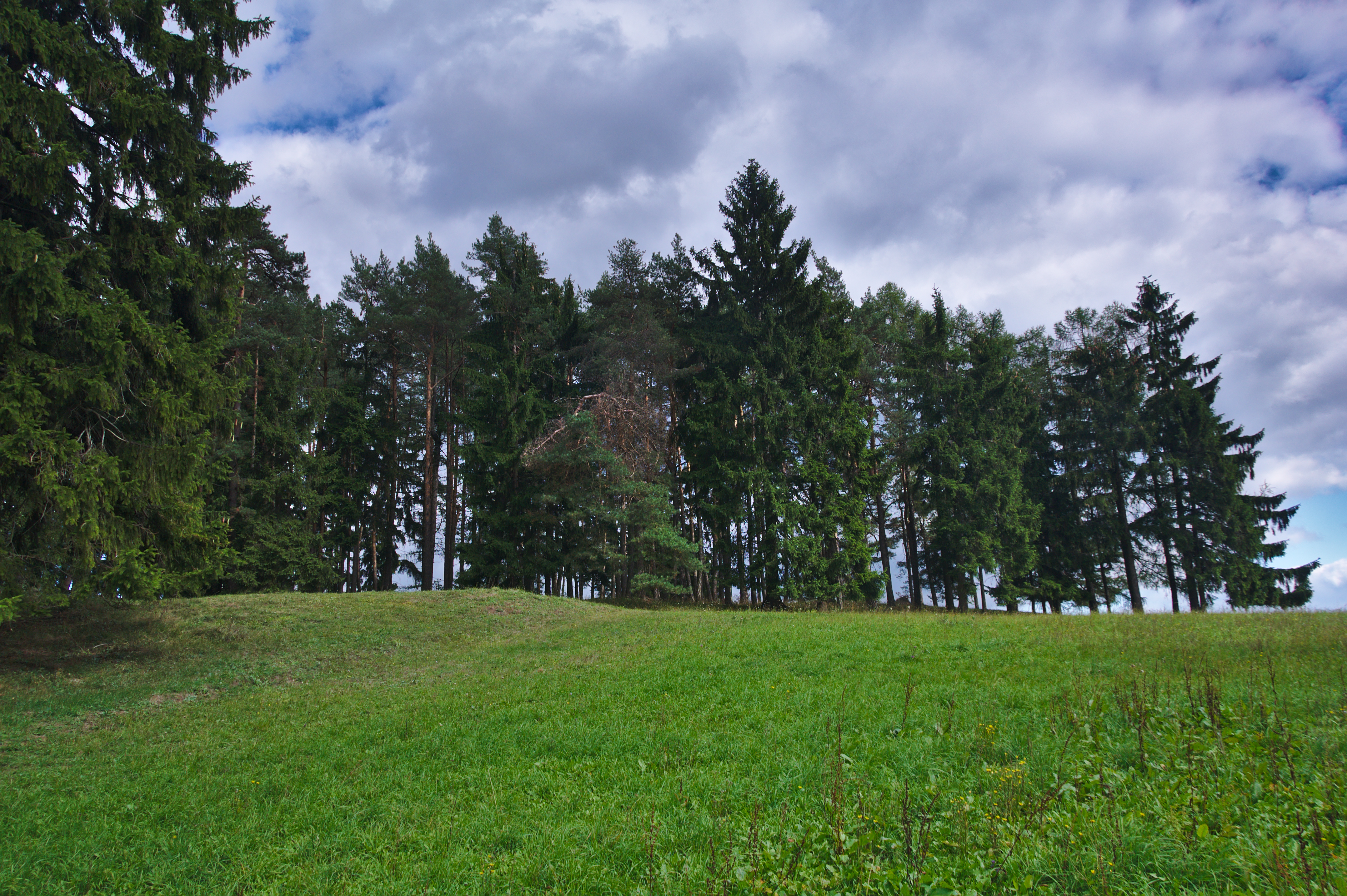
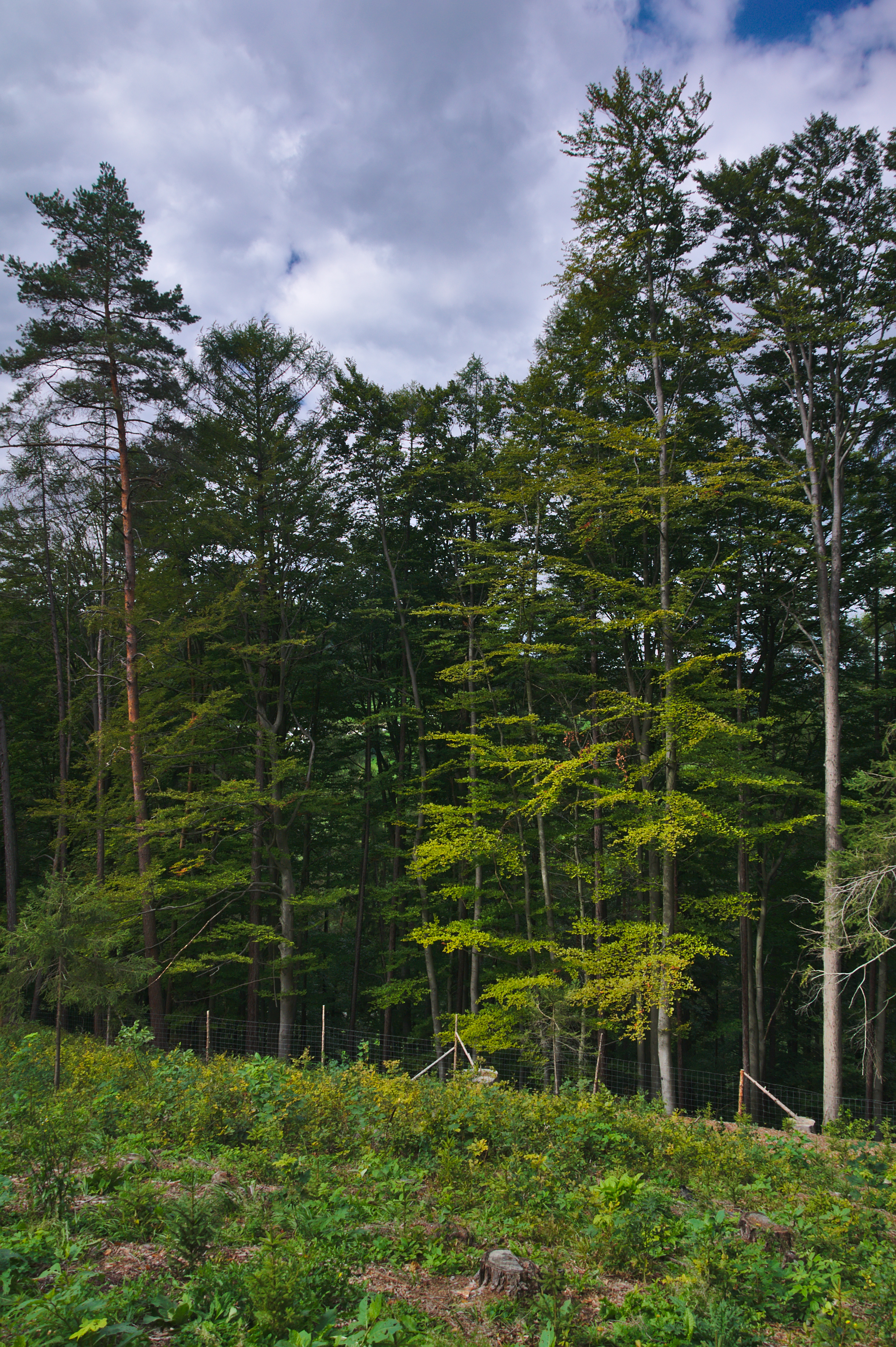